# 兵庫県立飾磨工業高等学校
兵庫県立飾磨工業高等学校（ひょうごけんりつ しかまこうぎょうこうとうがっこう）は、兵庫県姫路市飾磨区細江にある公立工業高等学校。全日制工業高校であるほか、2003年には県内初の単位制工業高校として単位制である多部制課程（1部・2部・3部）も設置された。

## 学科
- 全日制
  - 機械工学科
  - 電気情報工学科
  - エネルギー環境工学科
- 多部制
  - 1部、2部、3部
  - 基礎工学科（機械工学系、電気情報工学系、エネルギー環境工学系）

多部制は、いわゆる定時制であり、働きながら履修することが可能となっている。
3年以上在籍し、74単位以上を取得すれば卒業可能であり、概ね4年を目安に1日4時間の授業を受ける。ただし授業の受け方によっては3年でも卒業可能（入学後、3修制（3年間で卒業）か4修制（4年間で卒業）を選択することになり3修制と4修制では授業の時間数や内容が異なる）。

## 沿革
- 1935年
  - 4月20日 - 飾磨町立兵庫県飾磨商業実務学校設立許可。
  - 5月1日 - 飾磨尋常高等小学校を仮校舎として開校。
- 1936年
  - 4月1日 - 兵庫県飾磨商業学校と改称。
  - 10月1日 - 校舎一部新築になり移転。
- 1944年4月1日 - 県営移管、兵庫県立飾磨工業学校併設、機械科設置。
- 1946年
  - 3月31日 - 兵庫県立飾磨商業学校閉校。
  - 4月1日 - 金属工業科設置。
- 1948年4月1日 - 学制改革により兵庫県立飾磨工業高等学校となる。
- 1955年12月25日 - 第6回全国高校駅伝大会で初優勝[1]。
- 1963年4月1日 - 工業化学科設置。
- 1967年7月15日 - 体育館兼講堂完成。
- 1968年4月1日 - 化学工学科設置。
- 1970年3月31日 - 工業化学科・化学工学科実習棟完成。
- 1972年8月 - 全国高等学校軟式野球選手権大会優勝。
- 1975年7月9日 - 本館完成。
- 1978年11月14日 - 金属工業科実習棟完成。
- 1979年3月31日 - 機械科第一実習棟完成。
- 1980年3月31日 - 機械科第二実習棟完成。
- 1981年8月1日 - 昇降口棟、階段室棟及び本館増築完成。
- 1985年10月19日 - 創立50周年記念式典挙行。
- 1990年4月1日 - 電子科設置。
- 1993年4月1日 - 化学工学科募集停止。
- 1997年4月1日 - 工業として全科くくり募集。
- 2002年4月1日 - 1年を3学期制から前期後期の2学期制とする。
- 2003年
  - 4月1日 - 生涯学習に対応した兵庫県初の単位制工業高等学校として、全日制と多部制を併置して新一年生を迎える。
  - 5月1日 - 単位制・多部制開設記念式典挙行。
- 2005年10月29日 - 創立70周年記念式典挙行。
- 2013年10月5日 - 多部制単位制開設10周年記念式典挙行。
- 2015年5月 -創立80周年を迎える。

## 部活動
- 1955年に全国高等学校駅伝競走大会で優勝。
- 2008年から2017年にかけて全国高等学校定時制通信制柔道大会で男子団体戦10連覇、女子は2011年から2013年で3連覇。
- 2023年、全国高等学校定時制通信制サッカー大会で兵庫県勢として初優勝[2]。

### 全日制運動部
- 柔道
- 剣道
- ボクシング
- 硬式野球
- 軟式野球
- バスケットボール
- バドミントン
- バレーボール
- テニス
- 卓球
- サッカー
- ワンダーフォーゲル
- 陸上競技：全国高校駅伝で優勝1回、3位3回
- 水泳

### 全日制文化部
- 美術
- 書道
- アニメーション
- 文芸新聞
- 製図
- 郷土研究
- 園芸
- 将棋
- 化学実験
- 科学
- 溶接
- 機械工作
- 金属実験
- 電気
- ギター

### 多部制
- 陸上競技
- 剣道
- 軟式野球
- 硬式野球
- サッカー
- バスケットボール
- バレーボール
- 柔道
- バドミントン
- 卓球
- 自転車競技
- アコースティック
- イラストレーション
- 囲碁・将棋
- 機械工作
- 空手道
- 新聞部
- ダンス
- ウェイトリフティング

## 校訓
- 自主創造
- 礼譲親和
- 勤勉誠実

## 校歌
- 作詞 - 三木露風
- 作曲 - 牛山充

## 著名な出身者
- 井奥貞雄 - 元衆議院議員
- 小寺昌治 - 元プロ野球選手、元プロ野球審判員
- 三村仁司 - アシックス、アディダスなどの競技用靴の技術者。在校時は陸上部。
- 堺晃一 - 陸上選手（長距離）
- 住所大翔 - 陸上選手
- 竹中関汰 - プロボクサー
- 三輪光 - 元同校体育科教諭・多部制柔道部顧問。著書『チンピラちゃうねん、教師やねん。』幻冬舎、2015年1月7日 ISBN 978-4344027060
- 佐々木大 -朝倉未来のYouTubeチャンネルのメンバー
- 岡植純平 - プロ野球選手、福岡ソフトバンクホークス所属。

## 事件
2019年12月、多部制柔道部で三輪光ら顧問3名による生徒への体罰があったとの訴えがあり、活動を休止した。12月下旬に姫路市内で行われた大会の成績が振るわなかったという理由で顧問から叱責された1～2年生10名が翌日から家出。生徒らはすぐに発見されたが、過去の体罰や練習時間の長さ、厳しい指導について訴えた。学校は「体罰を含め不適切な指導があった」と認め、総監督の三輪光とその長女の20代の非常勤講師、20代の男性講師を含めた顧問3名を直後から自宅待機にしている。指導中に竹刀で部員の背中を複数回叩いたり、弁当を捨てた部員を叱る際に顔を平手打ちするなどの体罰があったことが確認されている。